# Tuffy Leemans
Alphonse Emil Leemans (Superior, Wisconsin, 12 de noviembre de 1912 – Hillsboro Beach, Florida, 19 de enero de 1979), más conocido como Tuffy Leemans, fue un jugador profesional estadounidense de fútbol americano que se desempeñó en la posición de fullback y halfback en la National Football League (NFL). Es miembro del Salón de la Fama del Fútbol Americano Profesional.

## Carrera
Leemans jugó como profesional ocho temporadas en New York Giants (1936-1943), equipo en el que se retiró.

## Reconocimiento
El 29 de julio de 1978, fue seleccionado para ser miembro del Salón de la Fama del Fútbol Americano Profesional.